# José Ángel Bichir
José Ángel Bichir (28 de enero de 1988) es un actor mexicano de cine, teatro y televisión. Hijo del actor Odiseo Bichir y sobrino de los actores Demian y Bruno Bichir. Inició su carrera a comienzos de la década de 2000, apareciendo en series de televisión como Sexo y otros secretos, Los simuladores y Tiempo final. En la década de 2010 registró numerosas participaciones en la televisión y el cine de su país, además de actuar en producciones internacionales como la película colombiana Virginia Casta y la serie estadounidense José José: El príncipe de la canción.

## Carrera
Bichir inició su carrera en la década de 2000, participando en los largometrajes Matando Cabos y Morirse en domingo, de 2004 y 2006 respectivamente. En 2007 figuró en la serie de televisión Sexo y otros secretos y dos años después actuó en Tiempo final y Los simuladores. Tras participar en el rodaje de algunos cortometrajes, inició la década de 2010 actuando en el largometraje Cefalópodo. Reconocido en la televisión mexicana en ese momento, integró el elenco de las series de televisión Cachito de cielo, Amor sin reserva y Por siempre Joan Sebastian, además de figurar en los largometrajes Jirón de niebla, Cuatro lunas, La niña de la mina y Fragmentos de amor.
En 2017 protagonizó la película colombiana Virginia Casta y en las series Run Coyote Run y El César. Un año después apareció en la serie biográfica José José: El príncipe de la canción y en el largometraje 108 costuras.

## Filmografía

### Televisión
- 2023 - Vencer la culpa ... Nicolás Alcaraz[7]
- 2022 - Mariachis ... Gavilán
- 2018 - José José: El príncipe de la canción ... Manolo Noreña
- 2017 - El César ... Gonzo Toledano
- 2017 - Run Coyote Run ... Guillermo
- 2017 - El desconocido: la historia de El Cholo Adrián ... Lobo
- 2016 - Por siempre Joan Sebastian ... Juan Román González
- 2014 - Amor sin reserva
- 2013 - Noches con Platanito
- 2012 - Cachito de cielo ... Memo
- 2009 - Tiempo final ... Álex
- 2009 - Los simuladores
- 2007 - Sexo y otros secretos ... Beto
- 2001 -  Aventuras en el tiempo

### Cine
- 2022 - Sexo, pudor y lágrimas 2 ... Mateo
- 2018 - 108 costuras[6] ... Mauricio
- 2017 - Virginia Casta ... El caleño
- 2016 - Un cuento de circo & a love song ... Refugio
- 2016 - Fragmentos de amor ... Rodrigo
- 2016 - La niña de la mina ... Mateo
- 2015 - Sabrás qué hacer conmigo ... Ángel
- 2014 - Cuatro lunas ... Pepe Grillo
- 2013 - Jirón de niebla ... Daniel
- 2013 - Los fabulosos 7 ... Julio
- 2013 - Tlatelolco, verano del 68
- 2011 - Adictos (corto) ... Raúl
- 2011 - Llámame Tony (corto)
- 2010 - Cefalópodo ... George
- 2009 - Estío (corto)
- 2009 - IIH. (corto)
- 2006 - Familia tortuga
- 2006 - Morirse en domingo ... Jorge
- 2004 - Matando Cabos ... Ulices